# Changbaigebergte
Het Changbaigebergte, ook Changbai Shan (Chinees) of Changbaek San (Koreaans; "eeuwig wit") genoemd, is een gebergte in het grensgebied tussen China en Noord-Korea. Het gebergte spreidt zich uit vanuit de noordoostelijke Chinese provincies Jilin en Liaoning tot aan de Noord-Koreaanse provincies Ryanggang en Chagang. Het gebergte telt vele toppen die boven de 2000 meter uitstijgen. De hoogste en bekendste berg is de Paektu San/Baitou Shan met zijn Hemelmeer (Tian Chi).
Het Changbaigebergte vormt het leefgebied van een groot aantal zeldzame diersoorten, waaronder beren, Siberische tijgers en amoerpanters. In de provincie Jilin bevindt zich het natuurgebied Changbai-shan (長白山自然保護區) met een oppervlakte van ruim 2.100 km².
Volgens een legende vormt het gebergte de geboorteplaats van Bukuri Yongson, de stamvader van Nurhaci en van de koningsdynastie van Pu Yin, die de grondlegger vormde van de Mantsjoestaat en de Qing-dynastie.